# 22 Scorpii
i Scorpii
Désignations
22 Scorpii, ou 22 du Scorpion en français (en abrégé 22 Sco), aussi connue sous le nom i Scorpii (à ne pas confondre avec Iota Scorpii), HD 148605 ou encore HIP 80815, est une étoile située à 392,5 années-lumière (120,3 parsecs, ce qui correspond à une parallaxe annuelle de (7,89 ± 0,24) millisecondes d'arc) de la Terre par 16h 30m 12,48s d'ascension droite et −25° 06′ 54,6″ de déclinaison. Sa magnitude apparente de 4,79 la rend visible à l'œil nu et en fait la trente-troisième étoile la plus brillante de la constellation du Scorpion.

## Propriétés
C'est une étoile bleu-blanc de la séquence principale de type spectral B3V et de magnitude absolue -0,615. Sa température de surface est de 19 000 kelvins et sa luminosité est 166 fois celle du Soleil. Sa masse est 7,6 fois celle du Soleil et elle est âgée de 63 millions d'années.

## Mouvement dans l'espace
22 Scorpii a une vitesse radiale de 3,6 kilomètres par seconde. Son mouvement propre dans le plan du ciel est (−4,43 ± 0,22) millisecondes d'arc par an en ascension droite et (−26,25 ± 0,22) millisecondes d'arc par an en déclinaison.